# 少年誘拐ホルマリン漬け事件
少年誘拐ホルマリン漬け事件（しょうねんゆうかいホルマリンづけじけん）とは、少年愛者によるバラバラ殺人事件。
加害者と被害者の双方の親が著名人という殺人事件である。

## 経緯
この事件の被害者は、プロレスラーだった清美川梅之の長男A（12歳）である。当時は両親が離婚して長男は母親に引き取られたため、清美川とAは別々に暮らしていた。また事件当時、清美川はプロレスラーとして長期海外遠征中だった。
1957年（昭和32年）4月2日の夜、Aが銭湯に行ったまま帰らず、その2日後、同区内に住む母親のところに次のような脅迫状が届く。
母親はすぐに警察に通報。脅迫状の指示通りの金を用意して鶴ヶ島駅に出向き、周囲には刑事が見張っていたが、Aも犯人も現れなかった。やがてAの同級生から、銭湯からAが25歳前後の男性と一緒に出て行くのを目撃した証言が得られたが、容疑者の特定には至らなかった。
同月9日、都内の精神病院Sから警察にある患者に関する通報が入る。その患者は日本棋院に所属する囲碁棋士（七段）である林有太郎の長男X（当時26歳）で、患者の中野区の家にバラバラにされてホルマリン（ホルムアルデヒド水溶液）漬けにされた遺体があるという情報だった。警察がXの自宅に駆けつけてみると、遺体は行方不明のAであることが判明。Xは逮捕された。

## 理想の少年
Xは犯行以前から、銭湯やそろばん塾の帰りの少年を言葉巧みに誘い、わいせつな行為を行ったり、暴力を振るったりしていた。また、飼いネコを殺してバラバラにして食すこともあった。誘拐事件の数日前にXはAに声をかけていた。Aは同級生に「さっき、僕の背中を流してくれたあの人（X）に、僕は殺されるかもしれない」と話していたことが判明している。
4月1日、Aを見かけて接近、翌日の2日、執拗に銭湯でAを家に誘い、家人を銭湯に追い出す。自宅に二人きりとなり、XはAの服を脱がそうとしたが拒否されたため、殴って殺した。
XはAを殺害した後に遺体を2晩がかりで刃物でバラバラにすると、大型の金魚鉢など4つの容器にホルマリン（ホルムアルデヒド水溶液）漬けにして密閉して保存。精神病院Sに入院するまで毎晩それらを取り出して眺めていた。その間に、Aの家にいたずらとして身代金を要求する手紙を送った。
Xは詳細な日記『若松湯』を残していた。ノートには「ついに捜し求めていた理想の少年を見つけた」「金魚鉢に入ったあの子は、見ても見ても飽きるということがない。ホルマリン漬けになったあの子は生きているときより、いっそうかわいい」などと書いていた。
Xは精神鑑定を受け責任能力が認められ、1958年7月、懲役10年の判決を受け、控訴せず服役した。

## 関連書籍
- 下川耿史『殺人評論』　青弓社 1991年